# 1 메가미터
- 106 m 미만
- 106 m =
  - 1,000 km

- 1000 km - 지구의 대기권 두께
- 3476 km - 달의 지름
- 6400 km - 만리장성의 길이
- 6400 km - 지구의 평균 반지름
- 6762 km - 아마존강의 길이
- 6792 km - 화성의 지름
- 9289 km - 시베리아 횡단 철도의 길이

- 107 m 이상